# Woodpecker method
Il Woodpecker Method è un celebre metodo di allenamento scacchistico ideato dal Grande Maestro svedese Hans Tikkanen, concepito per migliorare in modo significativo la memorizzazione e il riconoscimento dei pattern tattici. Il nome richiama l'idea della ripetizione continua e intensa, così lo scacchista deve esercitarsi ripetendo costantemente gli stessi esercizi tattici fino a padroneggiarli in modo automatico.

## Storia
Tikkanen sviluppò questo metodo durante un periodo di studio intensivo, nel quale si concentrò su una selezione mirata di problemi tattici, ripetendoli più volte in cicli sempre più brevi. I risultati furono sorprendenti: in sole sette settimane, riuscì a ottenere le tre norme necessarie per diventare Grande Maestro, raggiungendo un picco di Elo di 2601, un traguardo impressionante.
Il metodo attirò presto l'attenzione di altri giocatori. L'International Master (IM) Axel Smith, colpito dall'efficacia dell'approccio, decise di adottarlo personalmente. Anche lui riuscì in breve tempo a conquistare il titolo di Grande maestro (GM). In seguito, i due co-autori pubblicarono insieme il libro "The Woodpecker Method", che ha contribuito a diffondere questa strategia di allenamento in tutto il mondo.
Oggi, il Woodpecker Method è considerato uno dei sistemi di allenamento tattico più efficaci e apprezzati. È utilizzato da scacchisti di ogni livello, dai principianti fino ai professionisti, e rappresenta un punto di riferimento per chi desidera migliorare le proprie capacità tattiche e la rapidità di calcolo attraverso la ripetizione intelligente.

## Svolgimento del metodo
Il metodo inizia con la risoluzione di un numero consistente di problemi tattici distribuiti su più giorni. Dopo circa una settimana, si ripete l'intera serie, ma cercando di completarla in metà del tempo impiegato inizialmente. Questo ciclo di ripetizione continua, dimezzando  progressivamente il tempo a disposizione, fino a quando tutti i problemi vengono risolti nell’arco di un solo giorno.
Si tratta di un approccio intenso, impegnativo e mentalmente faticoso, ma estremamente efficace. Con il tempo, il giocatore sviluppa una maggiore intelligenza scacchistica, migliorando la rapidità nei calcoli, la capacità di riconoscere schemi complessi e di risolvere situazioni difficili con una velocità e una precisione sempre maggiori.